# 1-ша піхотна дивізія (Велика Британія)
1-ша піхотна дивізія (Велика Британія) (англ. 1st Infantry Division (United Kingdom)) — військове з'єднання, піхотна дивізія регулярної армії британської армії, що була заснована у 1809 році та брала найактивнішу участь у Наполеонівських, Кримській, Першій та Другій світовій війнах.

## Історія

### Наполеонівські війни
Британська 1-ша піхотна дивізія була сформована у 1809 році англійським полководцем Артуром Веллслі, 1-м герцогом Веллінгтонським для участі у війні на Піренейському півострові. У першому формуванні до її складу увійшли дві британські піхотні бригади та одна ганноверська бригада Королівського Німецького легіону. Протягом Наполеонівських війн дивізія билася у Піренейській війні, війни вона брала участь у більшості боїв між союзниками та Францією, включаючи битву при Талавері 1809, битву при Саламанці 1812, облогу Таррагони 1813, битву при Віторії 1813, облогу Сан-Себастьяна в 1813 р., битву в Піренеях у 1813 р., битву на Бідасоа в 1813 р. та битву під Тулузою в 1814 р.
1-ша дивізія билася у кампанії Ватерлоо, вперше вступивши в битву при Катр-Бра, а потім героїчно продемонструвала себе безпосередньо у вирішальній битві під Ватерлоо, де вона утримувала правий фланг армії фельдмаршала Веллінгтона. Відповідно на правому фланзі дивізії на найзагрозливішому напрямку оборонялася 2-га піхотна бригада під командуванням генерала Джона Бінга. У запеклій битві навколо бельгійського селища Угумон британська дивізія стійко відбивала французький наступ, коли іноді сутички переходили у затяті рукопашні бої.

### Кримська війна
В період Кримської війни дивізія билася на Кримському півострові. На той час з'єднання складалося з гвардійської та гірської бригад. 20 вересня 1854 року дивізія брала участь у битві на річці Альмі, яка вважається першою битвою в Кримській війні. Наступним зіткненням протиборчих сторін, де змагалася 1-ша піхотна дивізія, стала битва під Балаклавою. Бій розпочався успішною атакою росіян на османські позиції. Це призвело до того, що російські загони прорвалися у долину Балаклави, де таборували британські війська. Російський напад мав на меті знищити британську базу і атакувати позиції британських експедиційних сил поблизу Севастополя з тилу. Перша атака на південь від південної лінії пагорбів була відбита британцями. Велике угруповання російської кавалерії, що атакувала, перетнуло лінію хребта і розділилося на дві частини. Одна з цих колон поринула на південь до самого міста Балаклава, загрожуючи перерізати основні комунікаційні шляхи всієї британської армії. Цей прорив був відбитий силами 93-го гірського полку (Шотландських горян Сазерленду), коли їхній командир сер Колін Кемпбелл вишикував свій полк у дві шеренги з усіх наявних солдатів, у тому числі легкопоранених. Ця подія стала відомою у військовій історії як «Тонка червона лінія». 5 листопада 1854 року дивізія також брала участь в Інкерманській битві.

### Друга англо-бурська війна
На початку Другої англо-бурської війни був сформований армійський корпус з трьох дивізій, який вирушаив до Південної Африки. До складу експедиційного корпусу увійшла 1-ша піхотна дивізія під командуванням лейтенант-генерала Пола Метьюена. 1-ша дивізія мала дві піхотні бригади, 1-шу гвардійську і 2-гу піхотну, та 4-ту дивізійну бригаду Королівської польової артилерії у складі трьох батарей. Британський командувач, сер Редверс Буллер, мав намір пройти всім своїм армійським корпусом через Оранжеву річку до Блумфонтейна, столиці Вільної Оранжевої держави, але до того часу, коли британські війська дісталися до Кейптауна, бури захопили усі переправи через Оранжеву і почали облоги Ледісміта, Кімберлі та Мафекінга. Буллер був змушений розділити свої сили, відправивши дивізії на допомогу Ледісміту та Кімберлі. Пол Метьюен і його 1-ша дивізія отримали завдання надати допомогу обложеним у Кімберлі, але ситуація в Ледісміті погіршилася, і Буллер перенаправив 2-гу бригаду та дивізійну артилерію на цей сектор. У листопаді 1899 року дивізія Метьюена включала гвардійську бригаду та «збірну» 9-ту бригаду, а також різнорідні частини артилерії та піхоти, що підтримували основний кістяк дивізії у боях.
Зведена дивізія Метьюена вирушила поздовж залізниці в напрямку Кімберлі і в Бельмонті зіткнулася з великими бурськими силами. 23 листопада 1-ша дивізія здобула ціною великих втрат свою першу перемогу у цій війні. Після відновлення формування піхотної дивізії продовжили рух далі і 25 листопада вступили в бій за Граспан, а 28 листопада вели бій на річці Моддер, витіснивши бурів зі своїх позицій, але не завдавши їм вирішальної поразки. Отримавши підкріплення, 11 грудня 1899 року Пол Метьюен напав на Магерсфонтайн. Незважаючи на важку артилерійську підготовку штурму та максимальне наближення до об'єкту атаки вночі, атака не вдалася.
Невдача у цій битві, помножена на нищівні поразки британської армії протягом тижня ще у двох битвах у війні, біля Коленсо та при Стормберзі, призвели до так званого «Чорного тижня» британської армії, коли британці зазнали в період з 10 до 17 грудня 1899 року втрату 2 776 воїнів загиблими, пораненими або захопленими у полон противником.
Не добившись перемоги під Магерсфонтайном, Метьюен був змушений закріпитися на рубежі річки Моддер, відмовившись під подальшого наступу та обмежившись лишень рейдом 9-ї бригади по землях Вільної Оранжевої держави. Тим часом, за оборонними позиціями 1-ї дивізії новоприбулий головнокомандувач лорд Робертс збирав велику армію для відновлення наступу. Після катастрофи, яку вони зазнали під Магерсфонтайном, де комбриг Вошоп був убитий, Гірська бригада та її новий командир, бригадний генерал Гектор Макдональд, відмовилися служити під командуванням Метьюена, тому Робертс перевів їх до нової 9-ї дивізії під командуванням Колвіля. В лютому 1900 року Робертс почав наступ і передав 1-шу гвардійську бригаду з 1-ї дивізії до нової 11-ї дивізії та забрав значну частину артилерії й транспортних засобів дивізії. У такому скороченому складі 1-ша дивізія виконувала завдання з прикриття тилових комунікацій армії Робертса.
Після битви при Пардеберзі 18–27 лютого, знаття блокад Кімберлі та Ледісміта та падіння Блумфонтейна Робертс реорганізував свої сили, щоб переслідувати переможених бурів. Метьюену було доручено очистити країну вздовж річки Вааль і рухатися далі до Мафекінга, який все ще перебував в облозі. 5 квітня Метьюен повів свою піхоту разом з Кімберлійським корпусом і 4-ю батареєю Королівської польової артилерії та вступив у бій з бурськими командос на чолі з французьким добровольцем графом де Вільбуа-Марей. У невеликому бою під Босгофом британська піхота оточила бурів, а потім штиковою атакою розбила вщент. Де Вільбуа-Марей був убитий, а його люди вбиті або схоплені.
На другому етапі війни експедиційні сили Робертса все частіше діяли не як дивізії, а як мобільні колони. 1-ша дивізія Метьюена саме в цих боях отримала прізвисько «Мобільне диво» та «Брудники» через їх довготривалі марші по складній місцевості Південної Африки. Вони також придбали прізвиська «Армія порятунку» та «Бічамс» (від «Таблетки Бічема», популярний засіб для лікування), оскільки звільняли багато передових постів та обложених гарнізонів.
Після повернення з Південної Африки 1-ша піхотна дивізія увійшла до складу сформованого 1-го армійського корпусу Олдершотського командування.

### Перша світова війна
1-ша піхотна дивізія стала однією з перших постійно створених дивізій регулярної армії, і була однією з перших, щовирушили до Франції у складі Британських експедиційних сил на початку Першої світової війни. Дивізія билася на Західному фронті протягом усієї війни. Під час конфлікту дивізія брала участь у таких битвах: при Монсі, у першій битві на Марні, у першій битві при Ені, у першій Іпрській битві, битві за хребет Обер, при Лоосі, на Соммі, при Позьєрі, у третій Іпрській битві, в бою біля Епеї. Після війни дивізія була частиною Британської Рейнської армії в окупованій союзниками Німеччині, й дислокувалася в Бонні.

### Друга світова війна
На початок Другої світової війни 1-ша піхотна дивізія під командуванням майор-генерала Гарольда Александера дислокувалася в Олдершоті. У середині вересня 1939 року дивізію відправили до Франції, вона прибула туди 20 вересня, там її включили до сил I корпусу Британського експедиційного корпусу лейтенант-генерала сера Джона Ділла. На відміну від Першої світової війни, дивізія не брала безпосередньої участі у боях того періоду і залишалася у Франції протягом наступних кількох місяців до евакуації з Дюнкерка під час операції «Динамо» в червні 1940 року.
Наприкінці лютого 1943 року 1-ша дивізія майор-генерала Волтера Клаттербака була відряджена до Північній Африки для участі в бойових діях завершального етапу Туніської кампанії. 9 березня дивізія прибула туди й спочатку перебувала під безпосереднім командуванням британської 1-ї армії, якою командував лейтенант-генерал Кеннет Андерсон, який командував дивізією при відступі до Дюнкерка до травня 1940 року.
Незабаром дивізія стала частиною V корпусу лейтенант-генерала Чарльза Олфрі. Основною функцією на цій стадії було патрулювання визначеного сектору та підготовка завершального наступу союзників на півночі Африки. У ніч з 20 на 21 квітня дивізія вперше взяла участь у битві на рівнині Меджез, де вона протистояла дивізії «Герман Герінг», котра перейшла у наступ, намагаючись у такий спосіб зірвати наступальну операцію противника. Однак невдовзі німецький наступ було відбито за підтримки дивізійної артилерії і танків «Черчилль» 142-го танкового полку.
У грудні 1943 року дивізія майор-генерала Рональда Пенні прибула на Італійський фронт до складу британської 8-ї армії генерала сера Бернарда Монтгомері, але незабаром стала частиною 5-ї армії США генерал-лейтенанта Марка В. Кларка.
22 січня 1944 року дивізія у складі VI корпусу США під командуванням генерал-майора Джона П. Лукаса висадилася у морській десантній операції «Шінгл» у районі Анціо та Неттуно. До півночі британська 1-ша дивізія заглибилася на 3 км вглиб італійської території, коли рейнджери армії США захопили порт Анціо, 509-й парашутно-десантний полк захопив Неттуно, а 3-тя американська піхотна дивізія проникла вглиб на 5 км. Протягом наступних кількох тижнів відбувалися важкі бої, німці здійснили кілька жорстоких контратак, намагаючись скинути сили союзників назад у море.
У травні-червні 1944 року дивізія билася у четвертій битві за Монте-Кассіно. 5-та армія (II корпус США, куди входила 1-ша британська піхотна дивізія, та Французький експедиційний корпус) завдавали удару на лівому, а 8-ма армія під командуванням генерала Олівера Ліза (XIII британський корпус і 2-й польський корпус) на правому фланзі смуги оборони німецьких військ. I Канадський корпус перебував у резерві, готовий використати очікуваний прорив.
23 травня канадці та поляки перейшли в атаку під Монте-Кассіно, генерал-майор Лучіан Траскотт, який замінив Джона П. Лукаса на посаді командувача американським VI корпусом, здійснив двосторонню атаку із застосуванням п'яти (трьох американських та двох британських) із семи дивізій, з плацдарму в Анціо. Німецька 14-та армія, що підпала під удар, лишалася без жодної танкової дивізії, оскільки Кессельрінг перекинув усю свою бронетехніку на південь, щоб допомогти німецькій 10-й армії в битві під Кассіно. 18-та піхотна бригада, яка була тимчасово приєднана до дивізії з лютого по серпень, повернулася до 1-ї британської бронетанкової дивізії і була замінена 66-ою піхотною бригадою, що стала частиною дивізії до кінця війни.
У боях на плацдармі Анціо 8868 офіцерів та солдатів британської 1-ї піхотної дивізії загинули, були поранені або зникли безвісти. Дивізія, якою командував з липня 1944 року майор-генерал Чарльз Ловен, згодом продовжувала битися на Готичній лінії до виведення з Італії в січні 1945 року.

### Післявоєнний час
Після війни дивізія якісь час дислокувалася в Палестині, звідкіля її перемістили до Єгипту на кілька місяців, перш ніж у квітні 1946 року повернути до Палестини. Через два роки, коли британський мандат на Палестину закінчився, дивізія повернулася в Єгипет. У жовтні 1951 року, коли британські війська виходили з Єгипту за межі зони Суецького каналу, дивізія стояла гарнізоном на цій територію. В 1955 році після виведення британських військ з Єгипту дивізія ненадовго повернулася до Великої Британії. У 1960 році її розформували, перш ніж переформувала на 1-шу британську дивізію з дислокацією у Ферден-ан-дер-Аллер, Західна Німеччина,  у британській зоні окупації як частина I корпусу Британської Рейнської армії.